# Leiodytes miyamotoi
Leiodytes miyamotoi är en skalbaggsart som först beskrevs av Takeshiko Nakane 1990.  Leiodytes miyamotoi ingår i släktet Leiodytes och familjen dykare. Inga underarter finns listade i Catalogue of Life.